# Córrego Buçocaba
O Córrego Bussocaba é um curso d'água do município de Osasco, no estado de São Paulo, no Brasil. Nasce no Parque Municipal Chico Mendes e, como quase todos os córregos de Osasco, deságua no Rio Tietê. Seu percurso é de cinco quilômetros, da nascente até a foz. É o principal córrego de Osasco, pois atravessa o centro da cidade, dividindo-a em duas partes.
No trecho em que passa pelo Parque Municipal Chico Mendes, suas águas são limpas, mas, quando sai da reserva, recebe poluentes, que leva para o Rio Tietê. O governo municipal tem projetos para a despoluição do curso d'água.

## Topônimo
O topônimo Buçocaba (na grafia arcaica "Bussocaba") tem origem tupi e significa "lugar de chegada de cobra", através da junção dos termos mboîa ("cobra"), syk ("chegar") e aba ("lugar").

## História
No século XIX, no período da Regência, estourou, em São Paulo, comandada por Tobias de Aguiar e o Padre Feijó, a Revolução Liberal. Às margens do Córrego Bussocaba, entre o outeiro onde hoje se instala a escola da Fundação Bradesco e, do lado oposto, no morro atrás onde hoje funciona a Faculdade de Direito de Osasco, posicionaram-se, para combate, a forças imperiais do Barão de Caxias e as tropas revolucionárias paulistas. Trocaram os contendores alguns tiros, mas, vendo os comandantes dos liberais que a diferença de material bélico era muito grande e o número de combatentes totalmente desigual, resolveram retirar-se de campo, dirigindo-se para Sorocaba.

## Percurso
O Córrego Buçocaba nasce no bairro City Bussocaba e passa pelos seguintes bairros: Buçocaba, Jardim D'Abril, Umuarama, Bela Vista, Campesina, Vila Osasco, Centro e Presidente Altino.

## Nascente
A nascente do Córrego Buçocaba localiza-se no Parque Municipal Chico Mendes, que é um dos pontos turísticos da cidade. O córrego, na nascente, tem águas límpidas, possuindo um metro de largura. Mas, logo ao sair do parque, recebe poluentes em considerável quantidade.

## Pontes
O Córrego Buçocaba, em seu percurso, passa sob oito pontes pequenas e uma passarela:
- três pontes na Avenida Maria Campos;
- uma ponte na Avenida das Nações Unidas
- três pontes na Avenida Bussocaba
- uma ponte na Avenida Prefeito Hirant Sanazar
- Passarela Bruno Alves